# Arnancourt
Arnancourt település Franciaországban, Haute-Marne megyében. Lakosainak száma 82 fő (2022. január 1.). Arnancourt Blumeray, Cirey-sur-Blaise és Doulevant-le-Château községekkel határos.

## Népesség
A település népességének változása:
| Lakosok száma | 174  | 127  | 133  | 114  | 95   | 91   | 91   | 90   | 88   | 82   |
|               | 1968 | 1982 | 1990 | 2006 | 2013 | 2015 | 2017 | 2019 | 2020 | 2022 |